# 木崎村 (茨城県)
木崎村（きざきむら）は茨城県那珂郡にかつて存在した村である。

## 地理
- 現在の那珂市の北部に位置する。
- 村は久慈川の南岸に位置する。

## 歴史
村名はかつて存在した木前郷に由来する。

### 村域の変遷
- 1889年（明治22年）4月1日 - 町村制施行に伴い、門部村・鹿島村・南酒出村・北酒出村が合併し那珂郡木崎村が発足。
- 1955年（昭和30年）3月31日 - 菅谷町・五台村・額田村・神崎村・戸多村・芳野村と合併し那珂町が発足。同日木崎村廃止。
- 1957年（昭和32年） - 旧村域の一部（鹿島の一部）が瓜連町に編入。

変遷表
| 1868年 以前 | 1868年 以前   | 明治22年 4月1日 | 昭和30年 3月31日 | 昭和32年      | 平成17年 1月21日 | 現在   |
| ----------- | ------------- | --------------- | ---------------- | ------------- | ---------------- | ------ |
|             | 門部村        | 木崎村          | 那珂町           | 那珂町        | 市制             | 那珂市 |
|             | 南酒出村      | 木崎村          | 那珂町           | 那珂町        | 市制             | 那珂市 |
|             | 北酒出村      | 木崎村          | 那珂町           | 那珂町        | 市制             | 那珂市 |
|             | 鹿島村        | 木崎村          | 那珂町           | 那珂町        | 市制             | 那珂市 |
|             | 瓜連町 に編入 | 木崎村          | 那珂町           | 那珂町 に編入 |                  | 那珂市 |

## 人口・世帯

### 人口
総数 [単位： 人]
| 1891年（明治24年） | 2,939 |
| 1920年（大正 9年） | 3,155 |
| 1935年（昭和10年） | 3,298 |
| 1950年（昭和25年） | 4,147 |

### 世帯
総数 [単位： 世帯]
| 1920年（大正 9年） | 713 |
| 1935年（昭和10年） | 702 |
| 1950年（昭和25年） | 756 |

## 交通

### 鉄道
- 日本国有鉄道（ → 東日本旅客鉄道）
  - ■水郡線（常陸太田支線）
    - 南酒出駅

## 出身者
- 海野徹 - 那珂市長